# Fermo Zuccari
Fermo Zuccari (Casalmaggiore, 18 agosto 1807 – Milano, 1º novembre 1869) è stato un architetto italiano, autore del progetto del Duomo di Casalmaggiore e della ristrutturazione dell'edificio che ospita il Museo Diotti e, a Milano, del Teatro Fossati, in Corso Garibaldi. Era il padre della scrittrice nota con lo pseudonimo di Neera e di Luigi Zuccari, generale e politico.